# L'Annonciation (Fra Angelico, Madrid)
Pour les articles homonymes, voir Annonciation (homonymie).
L'Annonciation de Fra Angelico, exécutée dans les années 1430 pour le couvent San Domenico de Fiesole, est l'un de ses chefs-d'œuvre. Il est aujourd'hui conservé au musée du Prado (Madrid).

## Histoire
Cette Annonciation a été peinte par Fra Angelico entre 1430 et 1432, et réalisée en tempera et or sur panneau de 194 × 194 cm (avec la prédelle). 
Il s'agit de l'une des trois Annonciations de Fra Angelico sur tableau (les deux autres sont au Museo della Basilica di Santa Maria delle Grazie de San Giovanni Valdarno et au Museo Diocesano de Cortone). Deux autres, mais à fresque, figurent au couvent San Marco de Florence, celle en haut de l'escalier de l'accès et celle de la troisième cellule.
Il existe également des scènes du thème combinées à une Adoration des mages au musée San Marco, et sur un diptyque à la Galleria Nazionale dell'Umbria de Pérouse.

## Thème
Scène typique de l'iconographie chrétienne, l'Annonciation faite à Marie par l'archange Gabriel est décrite dans le seul Évangile de Luc et d'une façon très détaillée dans La Légende dorée de Jacques de Voragine, l'ouvrage de référence des peintres de la Renaissance, qui permet de la représenter dans toute sa symbolique (jardin clos, colonnade, chambre et lit de la maison de Marie, son livre, présence du Saint-Esprit, évocation d'Adam et Ève chassés du Paradis après avoir désobéi à Dieu).

## Description
L'Annonciation avec l’Archange Gabriel et Marie au centre et, à gauche, Adam et Ève chassés du Paradis, scène particulièrement grande et détaillée a contrario des autres Annonciations de Fra Angelico.
Sous ce panneau central du retable, une prédelle comporte plusieurs panneaux des scènes de la Vie de Marie :
- Naissance de Marie, et Noces de la Vierge et de saint Joseph,
- Visitation de Marie à sa cousine Élisabeth,
- Nativité du Christ,
- Présentation de l’Enfant Jésus au Temple,
- Mise au Tombeau de la Vierge avec le Christ recueillant son âme.

## Analyse
Une perspective assez simple domine le tableau, sans carrelage, deux arcades de face, deux latérales limitées aux seules colonnes. La chambre de Marie ne laisse entrevoir qu'un banc et un coffre.
Marie est assise, un livre posé sur son genou droit. Sans doute, l'archange vient-il d'interrompre la jeune fille dans sa lecture de ce passage du prophète Isaïe (7,14), qui va bientôt se réaliser :

« Aussi bien le Seigneur vous donnera-t-il lui-même un signe : Voici que la vierge est enceinte et enfante un fils, et elle lui donnera le nom d’Emmanuel. »

Le médaillon sculpté, situé entre l'archange et la Vierge, au-dessus de la deuxième colonne, représente le prophète de l’Ancien testament regardant la Vierge en laquelle est en train de s'accomplir sa prophétie. On ne saurait donc identifier ce portrait avec une représentation de Dieu le Père, ou du Christ (le nimbe du personnage n'est, de toute façon, pas crucifère).
À noter, une hirondelle perchée sur un tirant à l'aplomb du chapiteau placé au centre du tableau. Dans le Moyen-Orient de l'Antiquité, l'hirondelle était considérée comme un oiseau messager, d'où sa présence dans cette pièce.
L'Annonciation à Marie apporte une espérance au monde : il oppose Adam et Ève chassés du Paradis, avec l'annonce de l'Ange à Marie et donc la promesse du Sauveur. C'est le paradoxe entre l'homme pécheur, l'homme « trop » humain et la mère du Seigneur, « éminemment » humaine, conformément au dogme : Marie en « nouvelle Ève » et Jésus en « nouvel Adam ».

### Argumentation contre la paternité de l'œuvre

Adam et Éve et les roses du jardin de Marie.

Un paradoxe qui serait contraire à l'iconographie de la peinture chrétienne est à souligner : Adam et Ève chassés du Paradis paraissent fouler de leurs pieds les roses du jardin de Marie, car rien ne les sépare (comme dans les autres Annonciations par des palissade, clôture, mur crénelé…) ce qui fait dire à l'historien de l'art Daniel Arasse que ce tableau ne serait pas de Fra Angelico à cause de cette « absurdité théologique ». 
Cependant, un examen attentif de ce détail permet de voir que ces roses ne se trouvent pas au niveau-même des pieds d'Adam et d'Ève, mais au bout des branches d'un rosier, lequel est situé à un autre plan (plus en avant) que celui des deux personnages, mais comment Fra Angelico aurait pu construire une telle juxtaposition hasardeuse.

## Sources